# 佐藤一 (評論家)
佐藤 一（さとう はじめ、1921年12月10日 - 2009年6月17日)は、日本の労働評論家。松川事件の被告の一人。

## 来歴

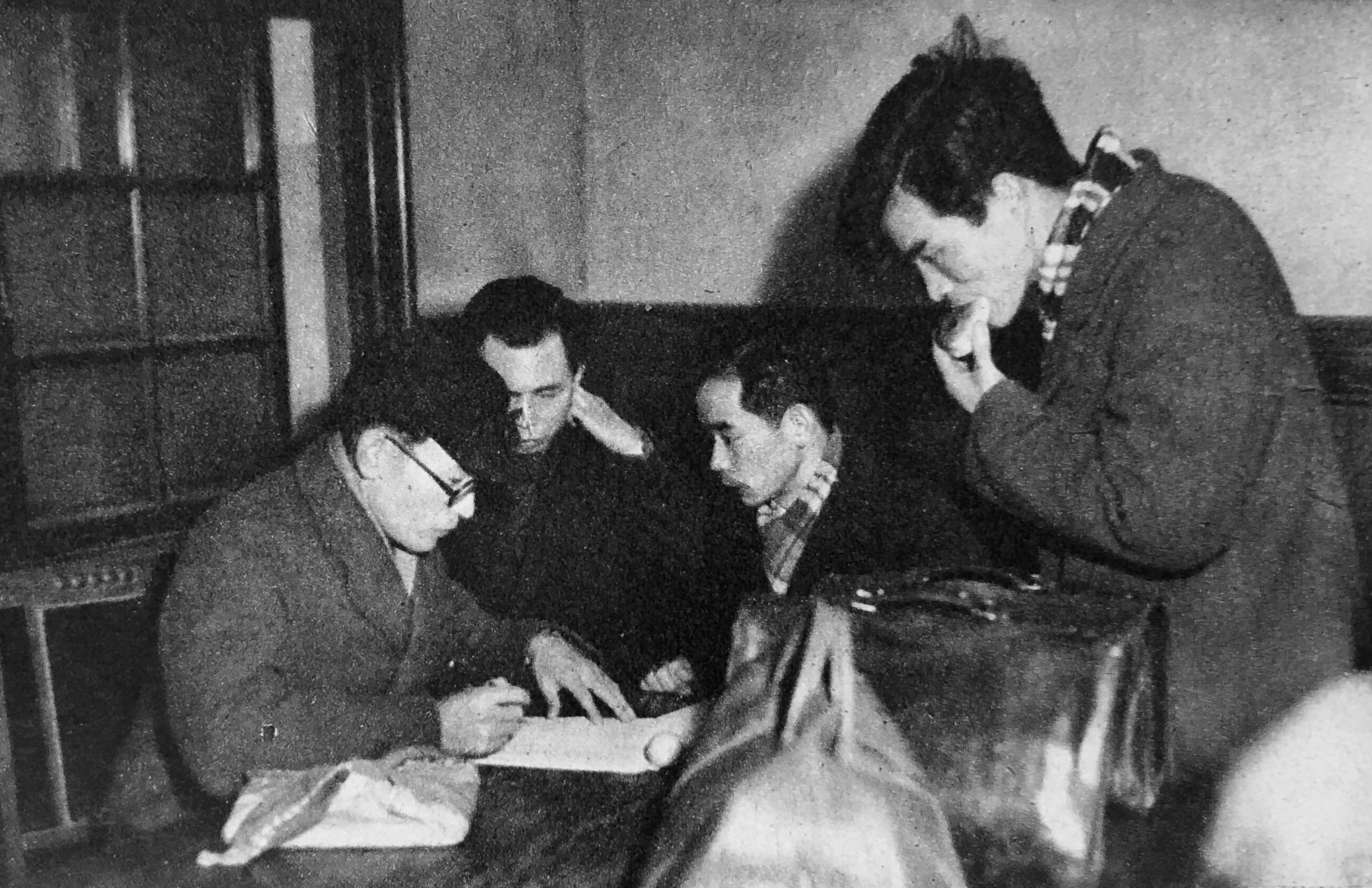
1953年12月22日、仙台高裁による松川事件の二審判決を受け、弁護人控室で抗議声明を書く佐藤ら。

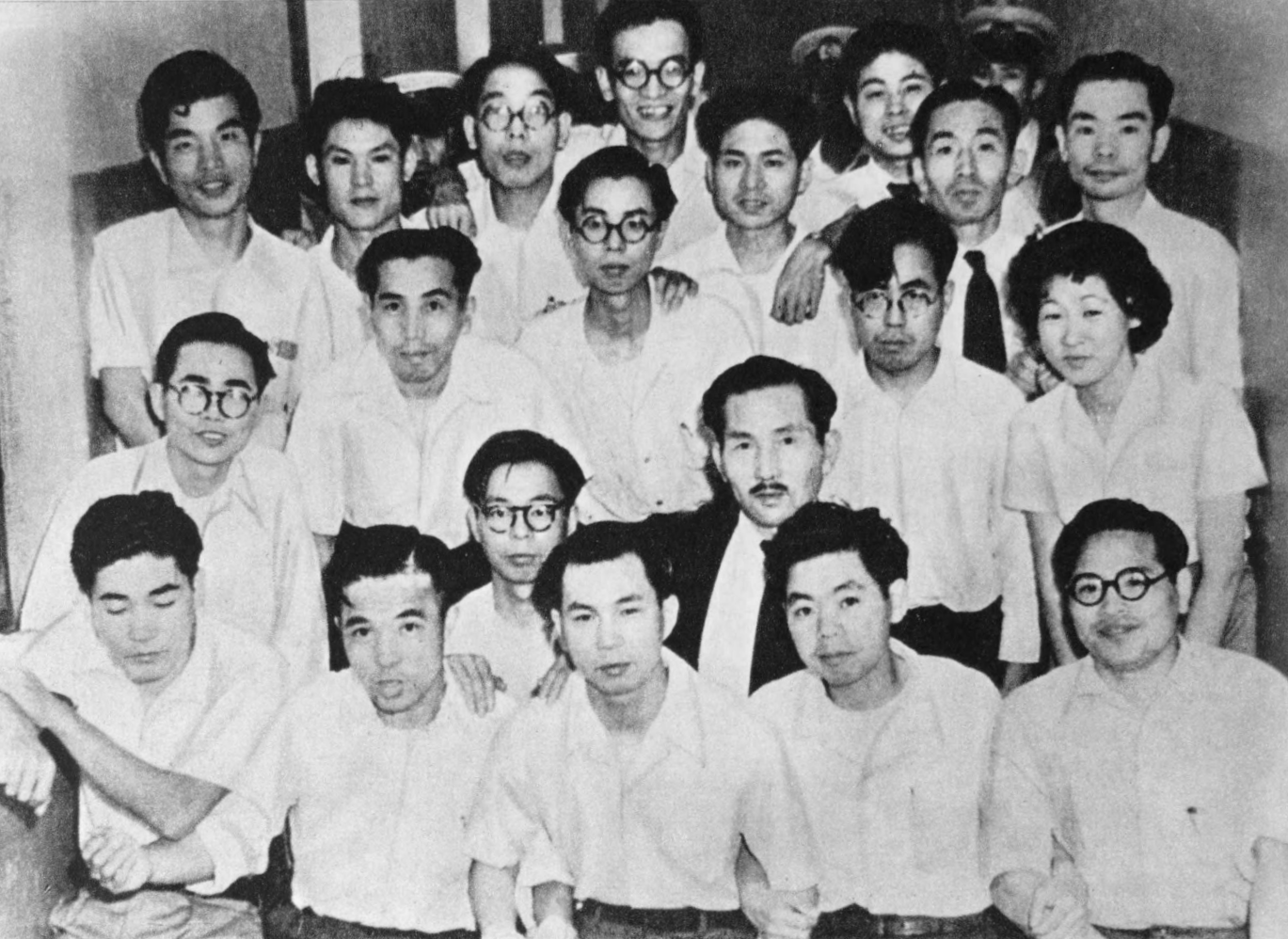
1963年9月12日、最高裁は検察側による再上告を棄却した。無罪確定を喜ぶ元被告人の20人。

栃木県日光市に生まれる。1936年今市高等小学校卒業、38年5月国際精機設計部に入り、W・R・ゴーハム技師長の指導を受ける。1941年東京芝浦電気・マツダ研究所に入る。
1943年6月海軍に召集され、通信学校で電探の教育を受けて青森、稚内、樺太に勤務。
1945年8月復員、東芝に復帰。鶴見工場設計部勤務となり、労働組合役員兼務。
1949年、松川事件の被疑者として逮捕され、第一審で死刑の判決を受ける。1963年9月12日、最高裁は検察側の再上告を棄却し、被告人20人の無罪が確定した。
1965年、広津和郎の事件取材に同行していた三宅菊子と結婚。各種冤罪事件の支援活動のかたわら占領史の研究と著作活動を行う。

## 著書
- 『被告 松川事件の二十人』(人間の記録双書) 平凡社、1958年
- 『下山事件全研究』時事通信社、1976年
  - 新版 インパクト出版会、2009年8月
- 『松山事件 血痕は証明する』大和書房、1978年3月
- 『不在証明 島田幼女殺害事件』時事通信社、1979年6月
- 『下山・三鷹・松川事件と日本共産党』三一書房、1981年7月
- 『一九四九年「謀略」の夏 戦後史検証』時事通信社、1993年12月
- 『狭山事件・別件取調室の30日間 石川さんはなぜ自白したのか』解放出版社、1995年11月
- 『松本清張の陰謀 『日本の黒い霧』に仕組まれたもの』草思社、2006年2月
- 『「下山事件」謀略論の歴史 「原光景」的イメージから「動物化」した謀略論へ』彩流社、2009年9月